# Kochaj!
Kochaj – polska komedia romantyczna z 2016 roku w reżyserii Marty Plucińskiej.

## Fabuła
Film opowiada o dziewczynach z wielkiego miasta, które – każda na swój sposób – pragną być kochane. Sawa (Olga Bołądź) wkrótce wychodzi za mąż za Jurka (Mikołaj Roznerski), ale nie jest pewna, czy jest on mężczyzną na całe życie. Sawa ma ochotę rzucić swojego – wiecznie będącego w rozjazdach – narzeczonego, ponieważ w jej życiu pojawia się przystojny Krzysztof (Michał Czernecki), pracujący jako tancerz, aktor, striptizer i trener personalny jednocześnie.